# Goshenite

## Descrizione
La goshenite è la varietà incolore del berillo, famiglia di pietre preziose a cui appartengono anche lo smeraldo (verde), l'acquamarina (azzurro-celeste), l'eliodoro (giallo), la bixbite (rarissima varietà di colore rosso, detta anche "smeraldo scarlatto"), la morganite (rosa) e infine il berillo dorato, da non confondere con l'eliodoro, il cui nome significa dono (δῶρον) del sole (Ἣλιος).

## Origine e impieghi
La pietra prende il nome dalla città statunitense di Goshen, nella contea di Hampshire, nel Massachusetts, dove venne trovata per la prima volta, nel 1844.
Anche se meno conosciuta e molto meno costosa rispetto alle altre varietà di berillo, la goshenite si distingue tuttavia per la sua straordinaria brillantezza e trasparenza, venendo pertanto impiegata e apprezzata in gioielleria. Per queste stesse caratteristiche era usata fin dall'antichità, non tanto a fini ornamentali quanto piuttosto per fabbricare lenti. Con il nome di "berillo bianco" era già nota agli antichi Greci come pure ai Romani, che l'acquistavano a questo scopo da mercanti provenienti dall'Oriente. 
Alcuni storici moderni sono convinti, ad esempio, che l'occhialino portato dall'imperatore Nerone, per poter vedere più nitidamente a distanza nonostante la sua grave miopia, fosse proprio una lente di goshenite, anche se Plinio il Vecchio a questo proposito aveva invece affermato trattarsi di una lente ricavata da un purissimo smeraldo.

## Proprietà chimico-fisiche
Come le altre varietà di berillo, la goshenite appartiene al genere dei silicati. Specificamente è un silicato di alluminio e berillio, che forma cristalli prismatici o verticalmente striati, terminanti talora in piccole faccette piramidali. Ha trasparenza e lucentezza cristallina. Durezza 7.5-8.00 (di poco inferiore allo smeraldo). Indice di rifrazione 1562-1602. Densità 2.65-2.90. Sfaldatura: imperfetta. Frattura: concoide.

## Integrità
La goshenite è l'unica fra tutti i berilli ad essere perfettamente incolore, poiché mancano al suo interno tracce di elementi cromofori come ferro, vanadio, cromo, uranio o manganese, presenti invece nelle altre varietà. È pietra pressoché del tutto priva di impurità: nessuna inclusione è rilevabile ad occhio nudo a una distanza di 15 centimetri e nemmeno - negli esemplari più perfetti - con una lente a 10 ingrandimenti. 

## Giacitura
Si estrae soprattutto in Brasile, ma esistono importanti giacimenti anche in Colombia, Pakistan, Afghanistan, Cina, Messico, Stati Uniti, Canada e Russia.

## Curiosità
- Secondo le teorie pseudoscientifiche della cristalloterapia, per la sua eccezionale trasparenza e purezza la goshenite è una 'pietra della mente' in grado di intensificare le capacità cognitive, conferire chiarezza di idee e facilità di concentrazione, allontanare distrazioni inutili e dannose, proteggere dallo stress. Sotto l'aspetto esoterico, invece, è considerata la pietra preziosa che conserva il 'deposito della memoria': avrebbe pertanto il potere di far ricordare le vite precedenti e, nel contempo, di far dimenticare gli eventi negativi nonché le ingiustizie ricevute, aprendo così la via al perdono.
- Collegata al chakra della corona, che si situa alla sommità del capo, la goshenite è ritenuta fonte di luce e di spiritualità.
- In riferimento ai segni dello zodiaco, è la pietra preziosa del Toro.